# Trampdyna

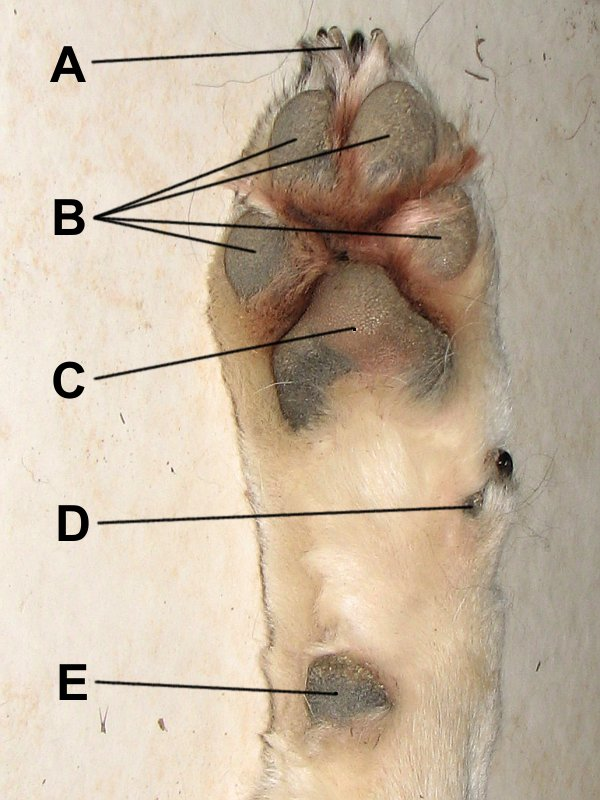
Framtass på hund, med klor (A), fingertrampdynor (B+D), handflatetrampdyna (C) samt handknölstrampdyna (E).

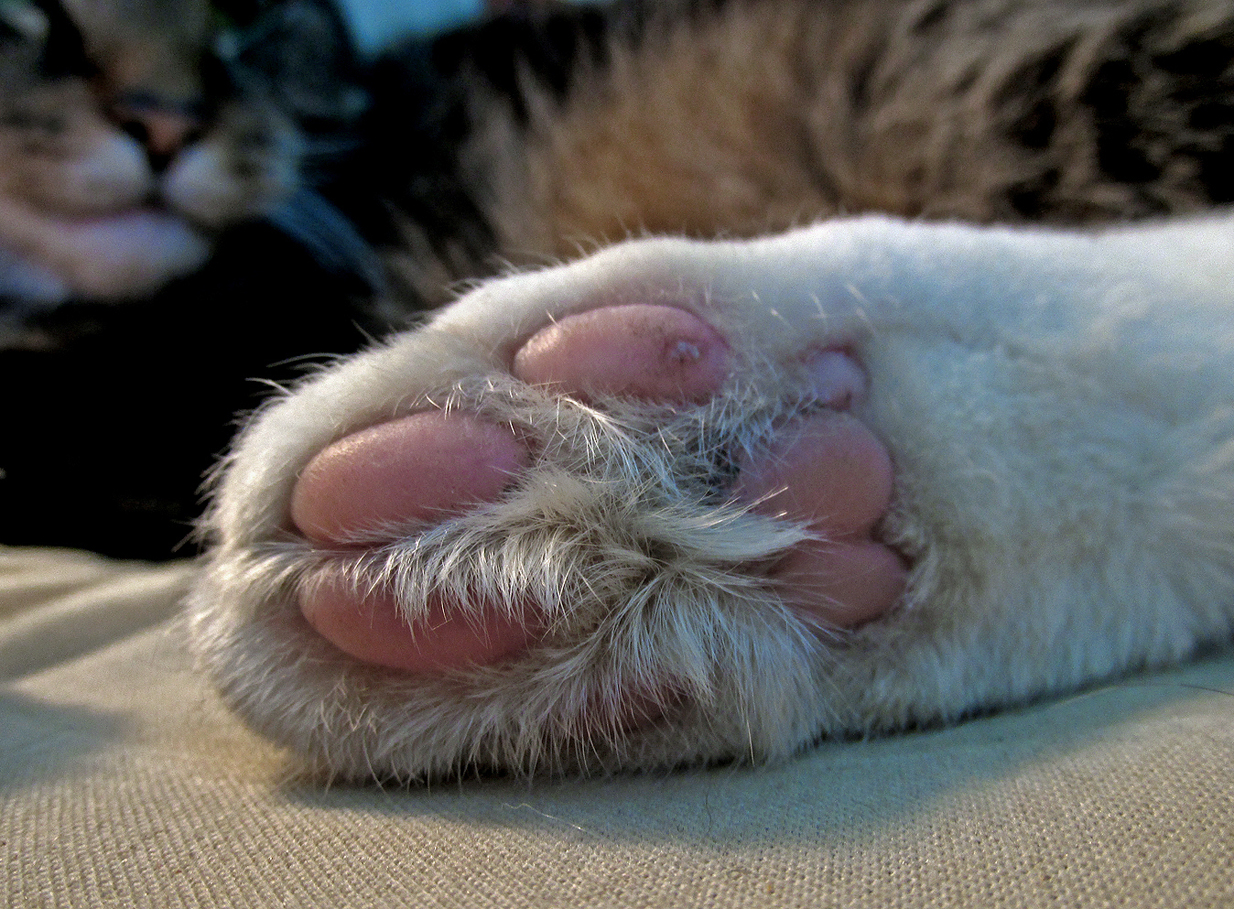
Trampdyna på Katt, höger baktass.

Trampdyna (torus) är beteckningen för en hårlös kudde på fotsulan hos djur med tassar. Den består av bindväv och fettvävnad och finns till exempel hos insektsätare, gnagare och rovdjur, men även hos kameler och elefanter. Trampdynans kuddlika form kommer av dess tjocka lager förhornad överhud.
Man skiljer på olika typer av trampdynor:
- Finger- eller tåtrampdynor (tori digitales) finns på undersidan av fingrar och tår, mellan lederna.
- Handflate- eller fotsuletrampdynor (torus metacarpeus och torus metatarseus) ligger under mellanhanden respektive mellanfoten.
- Handknöls- eller fotknölstrampdynor (torus carpeus och torus tarseus) ligger vid hand- respektive fotleden. De är inte utbildade hos människan. Hos hästen är de endast rudimentära och går under benämningen kastanjer[2].

Överhuden hos en trampdyna är starkt förhornad. Den består oftast av platta hornceller som är lagda på varandra. Horncellerna hos ett hovdjurs trampdyna (torus ungulae) är ombildade till en hårdare struktur bestående av en mängd mindre rör.